# Nowa Jasienica
Nowa Jasienica (do 1945 niem. Neu Jasenitz) – osada (wieś) w Polsce położona w województwie zachodniopomorskim, w powiecie polickim, w gminie Police, ok. 10 km na północny zachód od Polic. Miejscowość usytuowana jest na Równinie Polickiej wśród lasów Puszczy Wkrzańskiej. 

## Historia

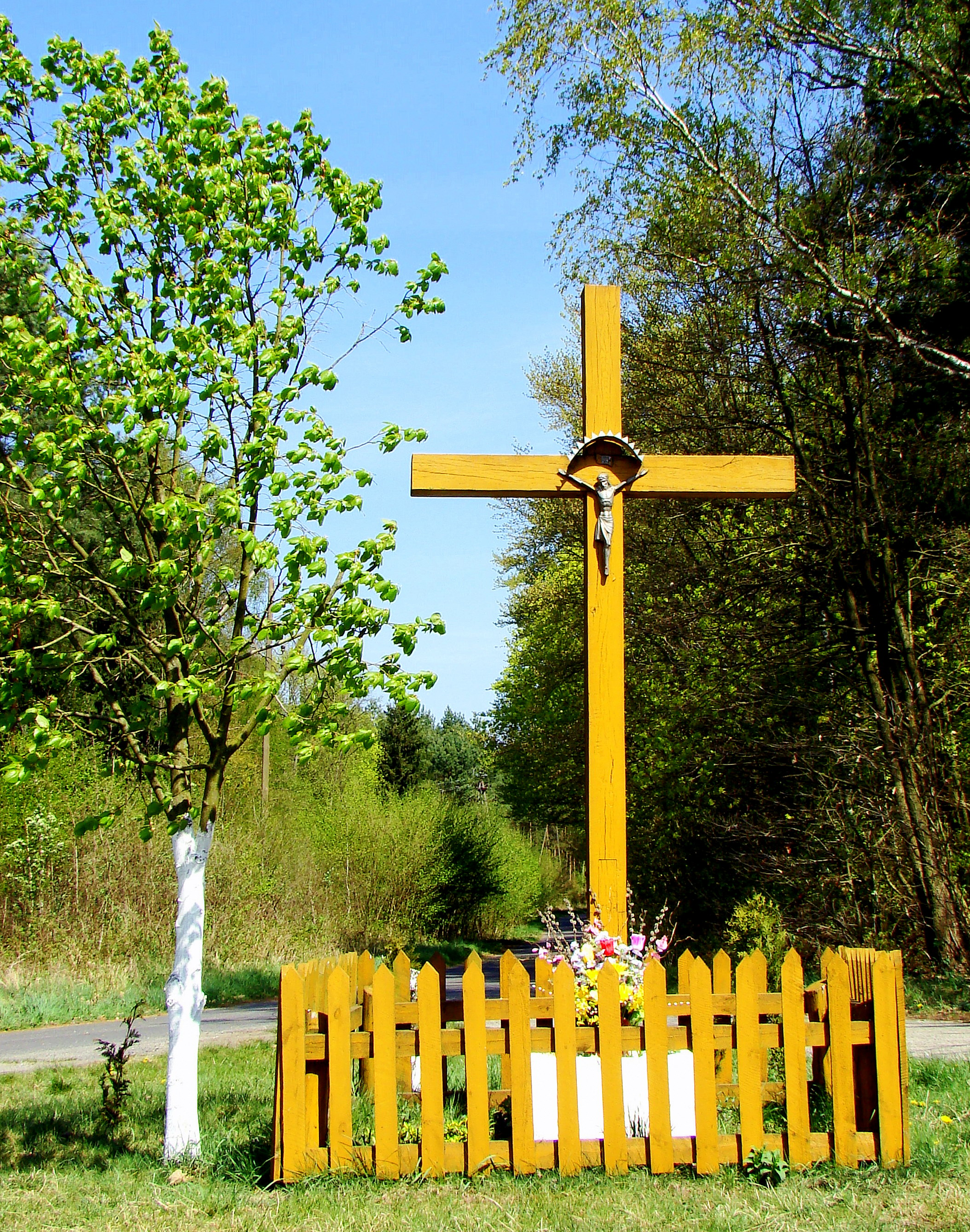
Nowa Jasienica, przydrożny krzyż

Początki osady sięgają XVIII w. Od 1766 r. wieś była częściowo dzierżawiona, jako kolonia rolnicza przez Parafię w Jasienicy. 
W 1945 r. do opustoszałej wsi wkroczyły wojska radzieckie a administracja polska przejęła ją we wrześniu 1946 r. po likwidacji tzw. Enklawy Polickiej. Obecnie istnieje tu tartak.
Przynależność polityczno-administracyjna Nowej Jasienicy:
- 1815–1866: Związek Niemiecki, Królestwo Prus, prowincja Pomorze
- 1866–1871: Związek Północnoniemiecki, Królestwo Prus, prowincja Pomorze
- 1871–1918: Cesarstwo Niemieckie, Królestwo Prus, prowincja Pomorze
- 1919–1933: Rzesza Niemiecka (Republika Weimarska), kraj związkowy Prusy, prowincja Pomorze
- 1933–1945: III Rzesza, prowincja Pomorze
- 1945–1946: Enklawa Policka – obszar podległy Armii Czerwonej
- 1946–1950: Rzeczpospolita Polska (Polska Ludowa), województwo szczecińskie, powiat szczeciński;
- 1950–1957: Polska Rzeczpospolita Ludowa (Polska Ludowa), województwo szczecińskie, powiat szczeciński;
- 1957–1975: Polska Rzeczpospolita Ludowa, województwo szczecińskie, powiat szczeciński;
- 1975–1989: Polska Rzeczpospolita Ludowa, województwo szczecińskie, gmina Police;
- 1989–1998: Rzeczpospolita Polska, województwo szczecińskie, gmina Police;
- 1999–teraz: Rzeczpospolita Polska, województwo zachodniopomorskie, powiat policki, gmina Police[3].

## Demografia
Ogólna liczba mieszkańców:
- 1786 – 38 mieszk.
- 1939 – 40 mieszk.
- 1972 – 30 mieszk.